# Prussia (Iowa)
Prussia est une communauté non constituée en municipalité, du comté d'Adair en Iowa, aux États-Unis.
Les bureaux de la poste sont inaugurés à Prussia en 1900 et fermés en 1905.